# Kurt Hugo Müller
Kurt Hugo Müller (ur. 14 kwietnia 1909 w Harpersdorf (Turyngia), zm. 24 stycznia 1948 w Krakowie) – zbrodniarz hitlerowski, członek załogi obozu koncentracyjnego Auschwitz-Birkenau i SS-Unterscharführer.

## Życiorys
Z zawodu zajmował się sporządzaniem harmonii nożnych. Członek NSDAP od maja 1932. 15 października 1940 został wcielony do SS i przydzielony do obozu w Oświęcimiu. Początkowo był strażnikiem i konwojentem drużyn roboczych. Od października 1941 Müller pełnił funkcję Blockführera (m.in. w Bloku 11, nazywanym "blokiem śmierci"), a od października 1943 do ewakuacji obozu przydzielony był do tzw. Arbeitseinatz (kancelarii załatwiającej sprawy pracy więźniów).
Müller znany był w Auschwitz jako jeden z najokrutniejszych strażników. Brał udział w selekcjach, egzekucjach pod Ścianą Śmierci i mordowaniu jeńców radzieckich. Jako dozorca drużyn roboczych i Blockführer w niezliczonych przypadkach znęcał się nad więźniami i jeńcami radzieckimi, szczując ich psem, bijąc i kopiąc. Müller często donosił o najbardziej nawet błahych przewinieniach więźniów, powodując skazywanie ich na nieludzkie kary ("bunkra", chłosty czy skierowania do kompanii karnej).
Po wojnie został przekazany Polsce i osądzony w pierwszym procesie oświęcimskim przez Najwyższy Trybunał Narodowy w Krakowie. Wobec ogromu zbrodni Müllera, został on 22 grudnia 1947 skazany na śmierć przez powieszenie. Wyrok wykonano w krakowskim więzieniu Montelupich.

## Odznaczenia
- Krzyż Zasługi Wojennej II klasy z mieczami[2]
- Brązowa Odznaka za Służbę w NSDAP[2]